# Vjazemští
Vjazemští (rusky Вя́земские) je ruský knížecí rod. Svůj původ odvozuje od panovnické dynastie Rurikovců.
Rod Vjazemských knížat je uveden v Sametové knize ruských šlechtických rodů.
Dvě příjmení tohoto znění jsou uvedena v Sametové knize, erbovní knize Ruského carství:
1. Knížata Vjazemští, potomci Rurika od roku 862 (Erb. I.9.);
2. Vjazemskij (neknížecí linie), jehož předkové byli roku 1598 povýšeni do šlechtického stavu (erb IX. 25) [2].

## Původ a historie rodu
Rod založil kyjevský kníže Rostislav Mstislavič, vnuk Vladimíra II. Monomacha. Rostislavův pravnuk, kníže Andrej Vladimirovič, přezdívaný „Dlouhá ruka“, získal Vjazmu jako údělné knížectví (podle jedné verze byl zabit v roce 1223 v bitvě u Kalky, podle jiné verze, zemřel po roce 1300) a stal se předkem rodu Vjazemských .
Když kníže Alexandr Glebovič Smolenský roku 1300 obléhal Dorogobuž, městu přišel na pomoc se svou armádou kníže Andrej „Afanasjevič“ Vjazemský  a donutil ho město opustit.
Potomek Andreje Vladimiroviče "Dlouhá ruka", kníže Semjon Ivanovič a jeho manželka Juliana tragicky zemřeli rukou knížete Jurije Smolenského (1403). Vjazemští svá panství udrželi do roku 1494 a poté se stali poddanými Moskevského knížectví.
V 16. století Vjazemští vlastnili panství Pereslavl-Zalesskij, Moskvu, Romanovskij, Belozersk, Suzdal a Kaširskij, v 17. století vlastnili knížata další panství Serpejsk, Serpuchov, Rjažskij, Dankovskij, Bělevsky a Kostromu.
Z tohoto rodu pocházelo několik gubernátorů v 16. a 17. století. Další, mj. Sergej Ivanovič a Nikolaj Grigorjevič byli senátory. Nikolajův syn Grigorij (1823–1882) byl autorem opery Kněžna ostrožská («Княгиня Острожская»).
Leonid Dmitrijevič (narozen v roce 1848) byl gubernátorem Astrachaně. Oženil se s poslední hraběnkou Levaševovou, v souvislosti s níž mohou jeho potomci nosit alianční příjmení „Vjazemskij-Levašev“. Z této větve rodu pochází také francouzská herečka Anne Wiazemsky.
Od třetího syna Ivana Žilka pochází rodová linie knížat Žilinských.

## Heraldika
Knížecí erb Vjazemských nese ve stříbrném poli dělo na zlaté lafetě a na děle sedí rajský pták. Štít je přikryt knížecím pláštěm a korunou. Tento znak byl erbem Smolenského knížectví a označuje tak původ Vjazemských od knížat Smolenska.
Erb knížat Vjazemských patří do skupiny raných ruských erbů. Je znám již od konce 17. století. Znak Smolenska byl vyobrazen na pečeti správce knížete Fjodora Jakovleviče Vjazemského (1693).
Na pečeti knížete Alexandra Alexejeviče Vjazemského bylo latinské heslo: „V Bohu je má naděje“.

## Významní představitelé rodu
- Semjon Vjazemskij - Rejter, byl v krymském zajetí (1684).
- Pjotr Kondratjevič Vjazemskij - ďak (úředník) oblastní správy, gubernátor v Bělgorodu (1694).[7]
- kníže Ivan Vjazemskij - gubernátor ve Věrchoturje (1600).
- kníže Semjon Vjazemskij - gubernátor v Kuzmoděmjansku (1601).
- kníže Semjon Jurijevič Vjazemskij - gubernátor v Permi (1606–1607).
- kníže Vasilij Grigorjevič Vjazemskij - gubernátor v Bolchově (1623).
- kníže Nikita Semjonovič Vjazemskij - gubernátor ve Starici (do roku 1627), Epifani (1627).
- kníže Boris Grigorjevič Vjazemskij - gubernátor v Suzdali (1634).
- kníže Ivan Semjonovič Vjazemskij - gubernátor v Možajsku (1636–1637).
- kníže Joseph Semjonovič Vjazemskij - gubernátor Šuji (1646–1647).
- kníže Peter Semjonovič Vjazemskij - gubernátor v Luchu (1646–1647).
- kníže Pjotr Silyč Vjazemskij - gubernátor v Epifani (1649).
- kníže Bogdan - vojvoda ve Verchososenském (1653).
- kníže Matvěj Nikitič - zabit poblíž Konotopu (1660).
- kníže Fjodor Michajlovič Vjazemskij - gubernátor v Kašinu (1677–1678).
- kníže Jakov Ivanovič - správce v Solvyčegorsku (1682–1684), Jenisejsku (1688).
- kníže Semjon Petrovič Vjazemskij - gubernátor v Tomsku (1687).
- kníže Fjodor - stolník, gubernátor v Čeboksary (1694) [8].
- Alexandr Alexejevič Vjazemskij (1727–1793) - generální prokurátor za Kateřiny II.
- Alexandr Nikolajevič Vjazemskij (1804–1865) – děkabrista, účastník povstání na Senátním náměstí 14. prosince 1825
- Andrej Nikolajevič (1802–1856) - generálmajor, podolský gubernátor.
- Afanasij Ivanovič ( 16. století) - gardista.
- Boris Leonidovič (1883–1917) - historik a fenolog.
- Vladimir Leonidovič (1889–1960) - dědeček herečky Anne Wiazemsky.
- Ivan Andrejevič (1722 - po 1798) - skutečný tajný rada (od 22. září 1767) a senátor; Rytíř Řádu svatého Alexandra Něvského (1782).
- Konstantin Alexandrovič (1853–1909) - cestovatel.
- Leonid Dmitrijevič Vjazemskij (1848–1909) - generál kavalérie, gubernátor Astrachaně.
- Michail Sergejevič Vjazemskij (1770–1848) - generálmajor.
- Pavel Petrovič Vjazemskij (1820–1888) - spisovatel a sběratel rukopisů.
- Pjotr Andrejevič Vjazemskij (1792–1878) - básník, literární kritik, přítel Puškina.
- Sergej Alexandrovič Vjazemskij (1847 nebo 1848 - 23. února 1923) - ruský státník, gubernátor Tomska.
- Sergej Ivanovič Vjazemskij (1743–1813) - úředník z rodiny Vjazemských, skutečný tajný rada.
- Sergej Sergejevič Vjazemskij (1775–1847) - generálmajor, bratr M. S. Vjazemského.
- Sergej Sergejevič Vjazemskij (1869–1915) - kontradmirál.
- Vjazemskij Daniel 16. století - blahoslavený David Serpuchovský, zakladatel kláštera Davidových pousteven v Čechovském okrese v Moskevské oblasti
- Anna Ivanovna Vjazemskaja, známá jako Anne Wiazemsky (1947–2017) - francouzská herečka a spisovatelka, manželka J.-L. Godarda, vnučka spisovatele F. Mauriaca.
- Varvara Sergejevna Vjazemskaja (1815–1907) - ruská filantropka, majitelka panství Vorobjovo u Moskvy, dáma Řádu sv. Kateřiny
- Jevdokia Grigorjevna Vjazemskaja (asi 1758–1855) - dvorní dáma imperátorky Kateřiny II., která odešla od dvora a stala se jurodivou Jefrosinií, posmrtně svatořečena.
- Lidija Leonidovna Vjazemskaja (1886–1948) - memoáristka, zaměstnankyně Červeného kříže a filantropka.